# My Bonnie
My Bonnie Lies over the Ocean of kortweg My Bonnie is een Schots volksliedje met een onduidelijke oorsprong. Muziekhistorici vermoeden dat ‘My Bonnie’ verwijst naar ‘Bonnie Prince Charlie’, ofwel Karel Eduard Stuart, troonpretendent van het Verenigd Koninkrijk. Karel landde in 1745 op de Buiten-Hebriden en wist in Schotland een opstand tegen het Britse gezag van de grond te krijgen. Hij boekte enige successen, maar werd in 1746 verslagen in de Slag bij Culloden. Een paar maanden later week hij uit naar Frankrijk. Het liedje zou na de slag bij Culloden zijn geschreven en drukt het verlangen van de jakobitische Schotten naar hun koning uit. Jakobitische propaganda was verboden, maar het liedje kon veilig worden gezongen, want ‘bonnie’ betekent gewoon ‘liefje’ en hoeft niet per se te verwijzen naar Bonnie Prince Charlie.
In 1881 publiceerde de Amerikaanse componist Charles E. Pratt (1841-1902) bladmuziek bij het liedje, onder de titel Bring Back My Bonnie to Me. Het lied werd heel populair, vooral in situaties waar grote groepen gezamenlijk zingen. Op de tekst wordt nogal eens geïmproviseerd en er zijn ook parodieën in omloop. Een van de vele bewerkingen is die van de Italiaanse componist Lorenzo Pusceddu voor brassband.

## Opnamen
Het lied is vele malen op de plaat gezet. Bekende versies zijn:
- Mitch Miller zong het lied met een groot koor onder de naam Mitch Miller And The Gang.
- Duane Eddy had in 1960 een hit met een instrumentale versie van het lied, getiteld Bonnie Came Back.
- hellogoodbye bracht in 2004 een plaat uit met onder andere een versie van My Bonnie onder de naam Bonnie Taylor Shakedown.
- De Toppers brachten het lied als onderdeel van Zeemans Medley 2012 op Toppers in concert 2012.

## Versie van The Beatles
The Beatles maakten op 22 en 23 juni 1961 in de Friedrich-Ebert-Halle en op 24 juni 1961 in Studio Rahlstedt in Hamburg een reeks opnamen als begeleidingsgroep van de zanger en gitarist Tony Sheridan onder leiding van producer Bert Kaempfert. My Bonnie werd op 22 juni als eerste nummer van die reeks opgenomen. Op 23 oktober van dat jaar kwam het nummer in Duitsland uit als A-kant van een single met The Saints als achterkant. Het werd een klein hitje (32 in de Musikmarkt Top 100).
Op de hoes en het etiket van de plaat werden The Beatles niet genoemd. Kaempfert vond dat hun naam te veel leek op het Hamburgse woord Pidel (slang voor penis). Op de hoes werd helemaal geen melding gemaakt van de begeleidingsgroep en op het etiket werden ze The Beat Brothers genoemd. In de komende jaren werd The Beat Brothers een verzamelnaam voor iedere groep die met Sheridan opnamen maakte, ongeacht de samenstelling.
Volgens de Beatles-legende vroeg later in dat jaar een zekere Raymond Jones in de platenwinkel van Brian Epstein naar My Bonnie van The Beatles, waarop Epstein ging kijken naar een van hun optredens in de Cavern Club en onder de indruk van hun talent aanbood hun manager te worden. Op 5 januari 1962 kwam de single ook uit in het Verenigd Koninkrijk; nu werd ze toegeschreven aan ‘Tony Sheridan & The Beatles’.
Van My Bonnie bestaan drie versies: één zonder gesproken inleiding, één met een gesproken inleiding in het Engels en één met een gesproken inleiding in het Duits.
De bezetting was:
- Tony Sheridan, zang en slaggitaar
- John Lennon, achtergrondzang
- Paul McCartney, basgitaar, achtergrondzang
- George Harrison, sologitaar[3]
- Pete Best, drums

Toen The Beatles beroemd waren geworden, probeerde Polydor, de platenmaatschappij die My Bonnie had uitgebracht, mee te liften op het succes. Polydor bracht een langspeelplaat met de Hamburgse opnamen en een paar singles uit. My Bonnie staat onder andere op:
- De single My Bonnie/The Saints van ‘The Beatles with Tony Sheridan’, uitgebracht in de Verenigde Staten op 27 januari 1964.
- My Bonnie van 5 januari 1962, het eerste (Duitse) album van Tony Sheridan, waarop twee liedjes staan die hij met The Beatles had opgenomen: het titelnummer en The Saints. Bij de andere nummers bestond zijn begeleidingsgroep uit onbekende artiesten. Alle twaalf nummers op dit album staan op naam van Tony Sheridan and The Beat Brothers.
- The Beatles' First, een album met twaalf nummers, opgenomen in Hamburg in 1961 en 1962: zes van Tony Sheridan met The Beatles, twee van The Beatles zonder Sheridan en vier van Tony Sheridan met onbekende muzikanten. Het album kwam uit in april 1964.
- Anthology 1, het verzamelalbum met oude nummers van The Beatles van 1995. Hierop staan drie opnamen uit hun Hamburgse tijd: My Bonnie, Ain't She Sweet en Cry for a Shadow. Die laatste twee waren de twee nummers die de groep zonder Sheridan had opgenomen.
- Beatles Bop – Hamburg Days van 6 november 2001, een dubbel-cd van de Duitse platenfirma Bear Family Records met een zo compleet mogelijke collectie van de nummers die The Beatles in Hamburg hebben opgenomen, inclusief de drie verschillende versies van My Bonnie.

De nummers op The Beatles' First zijn later vele malen opnieuw uitgebracht, ook op verzamelalbums met een andere selectie uit het beschikbare materiaal van Tony Sheridan met The Beat Brothers.